# Lepanthes woodburyana
Lepanthes woodburyana är en orkidéart som beskrevs av Stimson. Lepanthes woodburyana ingår i släktet Lepanthes och familjen orkidéer.
Artens utbredningsområde är Puerto Rico. Inga underarter finns listade i Catalogue of Life.